# مائورو کابسائو
مائورو کابسائو (پرتغالی: Mauro Cabeção; ۲۳ آوریل ۱۹۵۵ – ۶ اوت ۲۰۰۴) بازیکن فوتبال اهل برزیل بود.
از باشگاه‌هایی که در آن بازی کرده‌است می‌توان به باشگاه ورزشی پورتوگیزا، باشگاه فوتبال گرمیو، باشگاه فوتبال سانتوس، و باشگاه فوتبال گوارانی اشاره کرد.
وی همچنین در تیم ملی فوتبال برزیل بازی کرده‌است.